# Dysdera bicolor
Dysdera bicolor este o specie de păianjeni din genul Dysdera, familia Dysderidae, descrisă de Taczanowski, 1874.
Este endemică în French Guiana. Conform Catalogue of Life specia Dysdera bicolor nu are subspecii cunoscute.